# Природний парк Буразані
Приро́дний парк Бураза́ні (грец. Περιβαλλοντικό Πάρκο Μπουραζάνι) — екологічний музей просто неба в районі Буразані, муніципалітет Коніца, Епір, поблизу албанського кордону; один з центрів екологічного туризму в Греції.
Основна мета діяльності парку — утримання тварин у гідних, природних умовах, збереження їх природного балансу, спостереження за тваринами в їхньому природному середовищі, а також надання відвідувачам всієї повноти корисної інформації про тварин і їх біологічні угрупування. Парк відкритий для відвідування 12 місяців на рік у другій половині дня.

## Історія
1916 року територію сучасного парку придбав грецький фермер Евангелос Тассос виключно для ведення господарської діяльності. Перші кроки зі створення парку здійснені другим поколінням родини Тассос у 1970-х роках, коли вони почали купувати диких тварин — здебільшого родини оленів в країнах Югославії, Італії та Австрії. За кілька десятків років таким чином вдалось створити унікальну популяцію. Третє покоління Тассос за фінансової підтримки Європейської економічної спільноти створило природний парк у теперішньому його вигляді.

## Характеристика

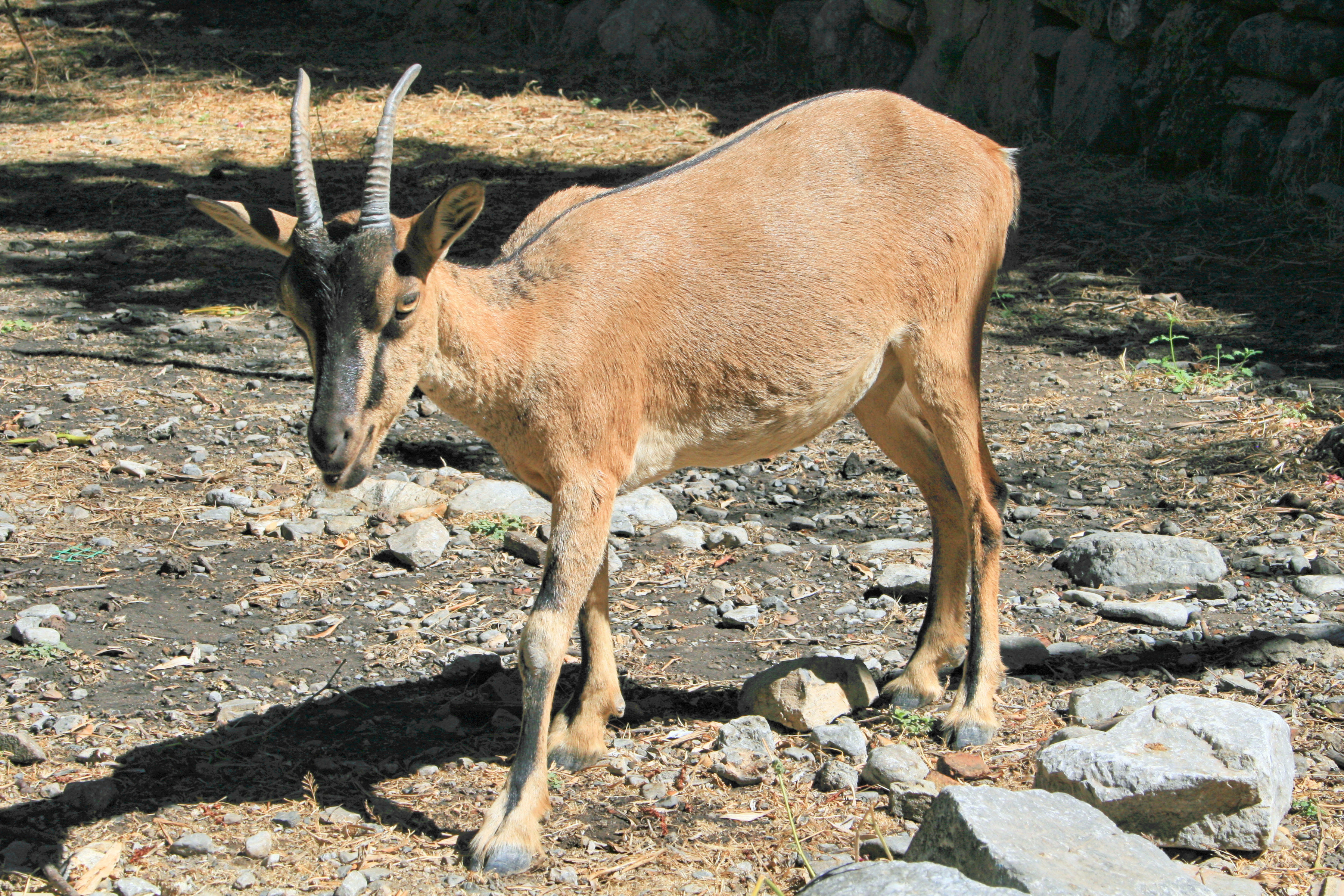
Крі-крі — підвид безоарового козла, нині у дикій природі зустрічається тільки на Криті

Площа парку Буразані становить 205 га. Флора представлена близько 850 видами рослин і дерев, у тому числі 51 видом диких орхідей — найбільше число в Європі на такій обмеженій території. Відомі кілька галявин диких тюльпанів. У парку зареєтровано 113 видів метеликів із загальної кількості 232 видів, що мешкають у Греції та 430 в Європі.
Фауна представлена 172 видами птахів, 17 видами плазунів, 12 видами риб у водах річки Аоос, а також 22 видами роду бабок Libellula, в тому числі найбільшої в Європі. Парк населяють популяції 6 видів оленів:
- лань європейська (лат. Dama dama)
- олень благородний (лат. Cervus elaphus)
- критський козел, або крі-крі (лат. Capra aegagrus creticus)
- муфлон, або баран дикий (лат. Ovis amon musimon)
- сарна європейська (лат. Capreolus capreolus)
- свиня дика (лат. Sus scrofa)